# Santorini
Santorini (in greco Σαντορίνη?, Santorínī; in greco antico: Θήρα?, Thḗra; in italiano anche Santorino) è l'isola più meridionale dell'arcipelago delle Cicladi, nel mar Egeo. La sua superficie è di 79,19 km².
Il nome attuale "Santorini", una corruzione del nome Sant'Erini, le fu dato dai veneziani in onore di Santa Irene di Tessalonica, martire del 304, a cui era dedicata la basilica di Perissa, località della parte sud-orientale dell'isola. Dal punto di vista amministrativo, rappresenta parte del comune omonimo, nella periferia dell'Egeo Meridionale.

## Caratteristiche

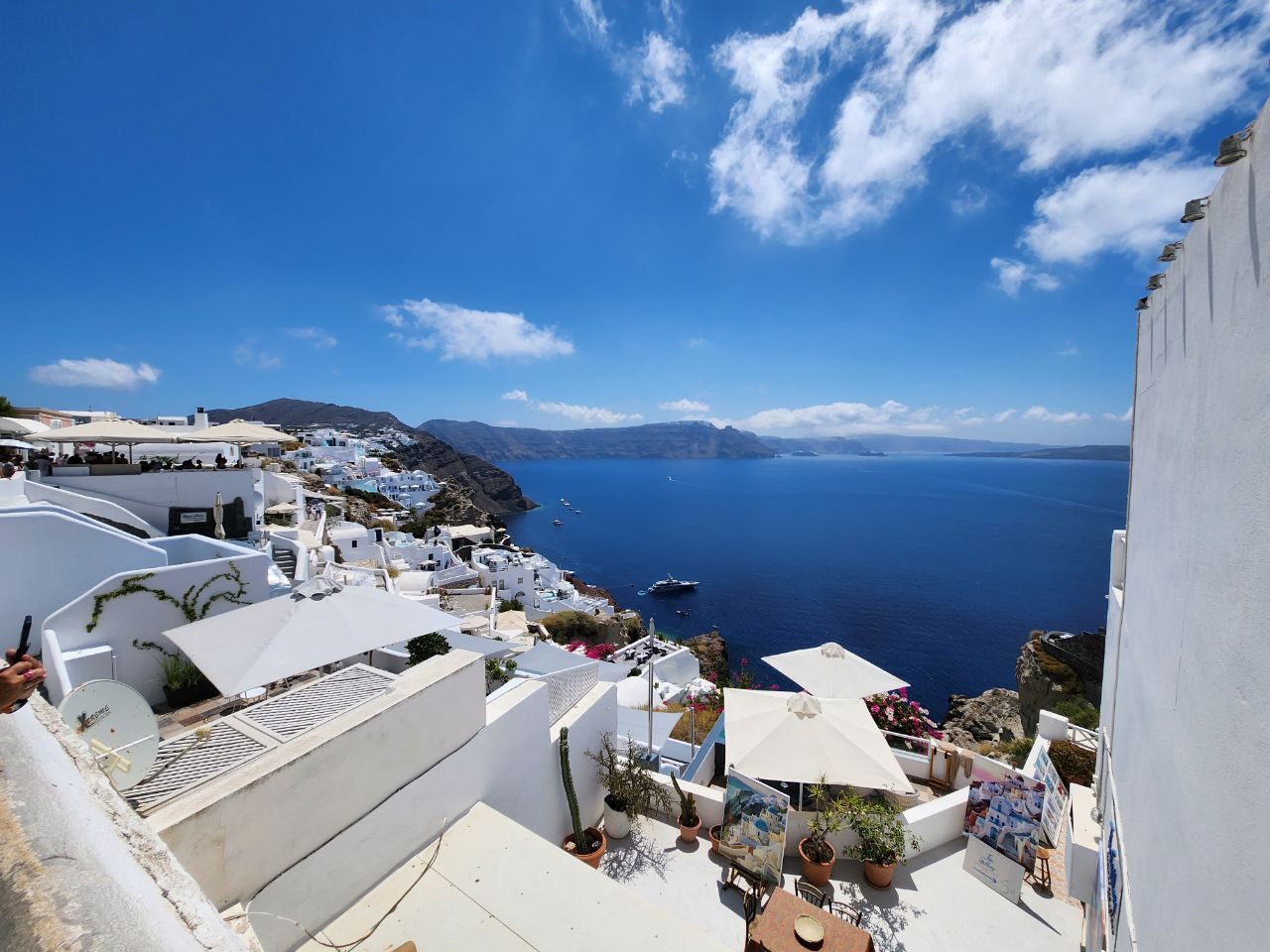
Veduta panoramica da Fira, capitale dell'isola di Santorini, sull'Egeo

È un'isola vulcanica, originariamente circolare, con una laguna marina interna e un cratere, posto circa 20 km a sud-ovest dalla costa interna proprio al centro della laguna. L'acqua del mare penetrava attraverso l'unica via d'accesso ai porti interni, delimitata ai lati da due scogliere. L'attuale conformazione semicircolare è il frutto di successive eruzioni vulcaniche, che hanno fatto collassare la caldera e determinato l'ingresso del mare sul lato occidentale.
La capitale dell'isola è Fira. Il secondo centro abitato che si trova a nord dell'isola è Oia (AFI: [ˈi.a]), antico centro rinomato per i suoi mulini a vento. Un'altra località dell'isola è Imerovigli, vicino a Fira. Oltre a queste cittadine, molto strutturate dal punto di vista turistico e da cui si possono ammirare i tramonti sul mar Egeo, sono degni di nota alcuni centri minori interni come Pyrgos, l'antica capitale dell'isola, e Megalochori. Il punto più alto dell'isola è il monte Profitis Illas a 567 m. È un piccolo vulcano con una piccola caldera.
Le principali risorse economiche sono date dal turismo, dall'esportazione della pozzolana e dalla produzione di vini pregiati: nell'isola si produce un ottimo vino dal sapore dolce e molto corposo, il Vin santo, da non confondere con l'omonimo vino toscano.

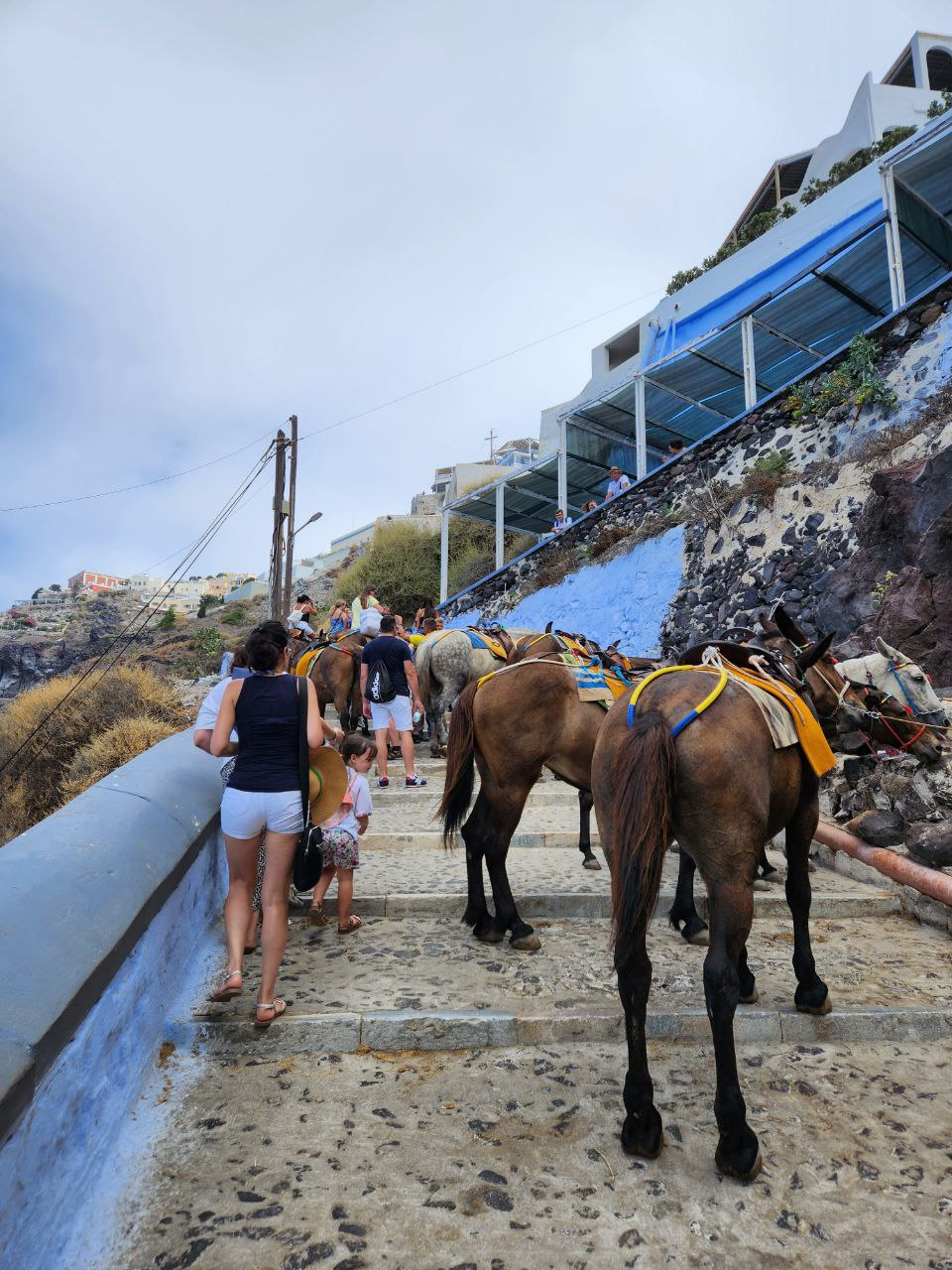
Asinelli e pony erano un tempo il mezzo di trasporto più usato nelle salite a Fira, mentre ora sono una nota attrazione turistica

Il turismo sull'isola si estende prevalentemente da maggio a tutto ottobre.

### L'arcipelago di Santorini
Oltre a Santorini, anche altre isole fanno parte di quel che si può considerare un piccolo arcipelago: 
- Therasia, un'isola abitata che faceva parte della grande isola originaria.
- Aspronisi, un grosso scoglio anch'esso parte della vecchia Santorini, oggi di proprietà privata.
- Palea Kameni, isola vulcanica che per prima si è formata nelle eruzioni successive alla grande esplosione.
- Nea Kameni, l'isola vulcanica più recente che possiede un vulcano ancora attivo, la cui ultima eruzione avvenne nel 1950.

### Eruzione vulcanica

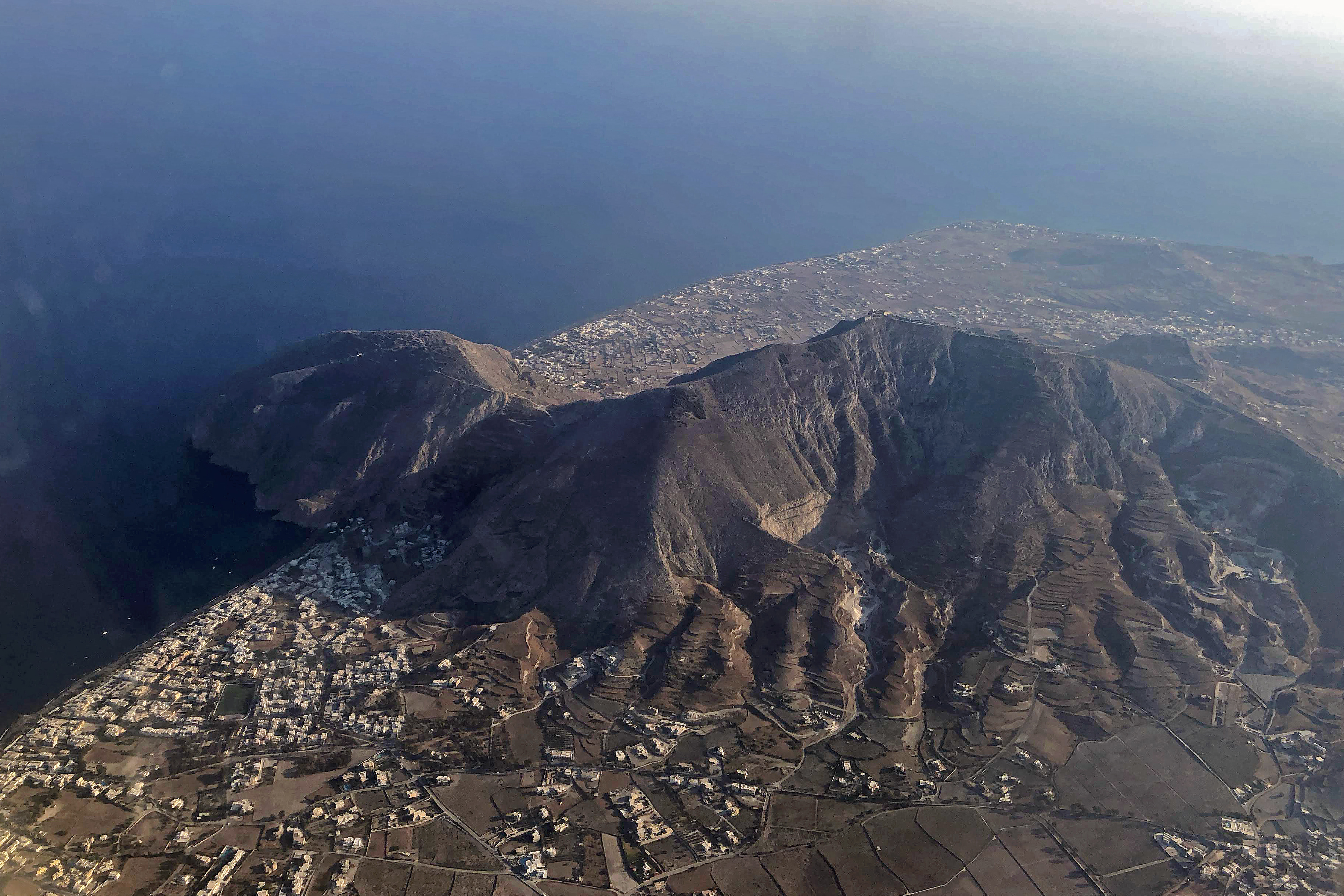
Vista aerea dell'isola di Santorini con particolare del monte Profitis Illas e delle cittadine di Kamari (a sinistra in basso) e Perissa (sulla costa oltre il monte)

L'isola in origine era di forma circolare con il cratere vulcanico al centro, come l'odierna isola di Vulcano. Fu devastata e sventrata in parte da un'apocalittica eruzione del vulcano avvenuta tra il 1627 a.C. e il 1600 a.C. (datazione stabilita da Sturt W. Manning, nel 2006, attraverso accurate analisi al C14 e dendrocronologiche) che fece collassare il cratere centrale,  che fu invaso successivamente quasi del tutto dal mare, lasciando emerse le parti esterne, creando l'attuale forma dell'isola, simile ad un anello, con resti della caldera centrale.
Fu la più imponente eruzione avvenuta in Europa documentata in epoca storica e, secondo alcune teorie, avrebbe avuto conseguenze devastanti per la civiltà minoica: sarebbe stata, infatti, la principale causa dell'inizio del suo completo declino; secondo studi recenti, l'eruzione del vulcano provocò dapprima una pioggia di pomici e ceneri, successivamente di ciottoli più grossi e infine della caratteristica pomice rosa che ha reso celebre l'isola. Quindi il vulcano esplose: un getto di materiali e di gas compressi surriscaldati raggiunse la stratosfera ad una velocità di 2.000 km/h, con conseguenze rilevate dall'Africa alla Scandinavia, dal Golfo Persico a Gibilterra. Le ceneri furono sparse per molti chilometri e oscurando la luce solare alterarono, probabilmente, albe, tramonti e condizioni meteorologiche.
Alcune teorie basate sui rinvenimenti archeologici trovati a Creta indicano che uno tsunami, probabilmente associato all'eruzione, colpì le aree costiere di Creta e può avere duramente devastato gli insediamenti minoici anche se una più recente teoria ipotizza che molto del danno provocato ai siti fosse dovuto a un grande terremoto che precedette l'eruzione di Thera.
Alcuni scienziati correlano un inverno vulcanico dovuto all'eruzione minoica con i documenti cinesi che registrano il collasso della dinastia Xia in Cina. La violenza dell'eruzione, comunque, non ha determinato un elevato numero di vittime: nelle case portate alla luce ad Akrotiri non sono stati trovati resti umani, né gioielli o oggetti preziosi, come se gli abitanti avessero avuto tutto il tempo di mettersi in salvo. Sono stati trovati solo utensili e scorte di viveri, forse stivati per metterli al sicuro, che proverebbero una certa dimestichezza con i terremoti da parte degli abitanti.
Probabilmente l'eruzione fu anticipata da diverse scosse di avvertimento, che convinsero la popolazione a lasciare l'isola in tempo.

## Storia

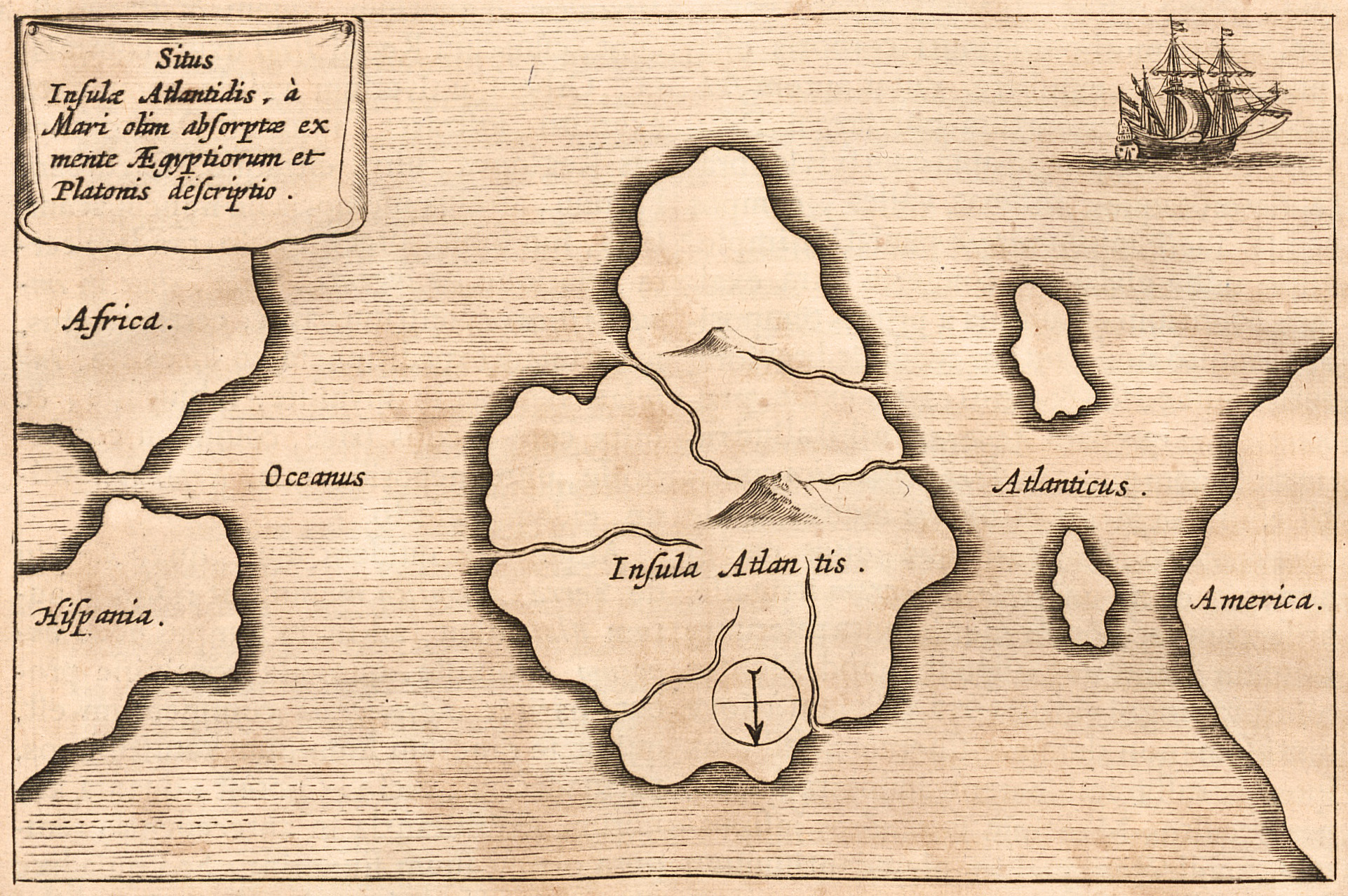
Mappa dell'immaginaria Atlantide, da Mundus subterraneus di Athanasius Kircher

L'isola di Santorini, agli inizi del 1200  venne ceduta come principato ai veneziani, diventando la sede del vescovo cattolico. Fu il veneziano Giacomo Barozzi a darle il nome attuale, per la presenza sull’isola di una cappella dedicata a Sant'Irene, situata nei pressi di una baia che faceva da porto alla flotta veneziana.
Il principato dei veneziani (Ducato di Nasso) comprese le isole di Santorino e Thira e le mantenne fino alla metà del XVI secolo. Tale principato riconosceva alle famiglie la gestione dell'isola, essendo d'importanza strategica nella Repubblica Veneta.
Ciò non fermò le incursioni ottomane: l'isola infatti fu conquistata dall'ammiraglio ottomano Piyale Paşa nel 1576, ed il ducato fu affidato dal sultano a Giuseppe Nasi. Ripresero a loro volta le incursioni veneziane, l'isola fu interessata nelle varie guerre ottomane-veneziane fino alla metà del XVIII secolo.
Dal 1768 al 1774 fu contesa all'interno della guerra tra russi e ottomani. Il 25 marzo 1821 ebbero inizio i moti di indipendenza greca.
Nel 1967 nella località di Akrotiri, gli archeologi riportarono alla luce un'antica città, quasi completamente intatta e coperta come Pompei da antiche ceneri. Il ritrovamento fu catalogato come tra i più importanti nella storia dell'archeologia. Diverse case portate alla luce presentavano un sofisticato sistema idraulico, con bagni e acque correnti che defluivano in un perfetto sistema fognario. Questo sito testimonia una delle prime forme di ingegneria urbana mai scoperte nella storia.

### Mito di Atlantide
L'eruzione sembra avere ispirato certi miti greci e fornito la base o almeno l'ispirazione a Platone per la narrazione del mito di Atlantide. Si ipotizza che la mitica isola di Atlantide possa venire identificata con Santorini.